# Ojnica
Ojnica je drog, ki povezuje bat ali križnik batnega stroja z ročično gredjo. Skupaj z ročično gredjo oblikuje ročično gonilo, ki pretvarja vzdolžno (linearno) gibanje bata v vrtenje gredi ali nasprotno. Ker se kot glede na bat in ročično gred med delovanjem stroja spreminja, je ojnica gibljivo vpeta v oba konca. V sodobnih motorjih z notranjim zgorevanjem je največkrat narejena iz jekla.